# The Honky Problem
The Honky Problem è un cortometraggio d'animazione del 1991 diretto da Mike Judge.
Il protagonista, Inbred Jed, si esibisce con la sua band di musica country in un deserto accanto a una roulotte, per uno sparuto pubblico di "white trash" texani.
Così come accadde per i suoi primi cortometraggi di Beavis e Butt-Head, anche questo prodotto di Judge fu finanziato da Spike e Mike, e incluso da MTV nel suo Liquid Television nei primi anni '90 del ventesimo secolo. Il cartone animato era disponibile anche su VHS: Spike and Mike's Sick and Twisted Festival of Animation - Volume One; oggi chiaramente fuori produzione.

## Trama
The Honky Problem si apre con Inbred Jed, un hillbilly molto emotivo, e la sua band The Little Bottom Boys (un contrabbassista, un suonatore di steel guitar, nonché lo stesso Jed alla chitarra), che si esibiscono in un concerto di honky tonk all'aperto, per un piccolo gruppo di grotteschi texani radunati in un parcheggio per roulotte. Jed presenta se stesso e la band, e si commuove per l'onore di essere lì a suonare.
Dopodiché esegue una delle sue canzoni: Long-Legged Woman.
Dopo che la canzone è finita, Jed proclama in lacrime quanto egli ami il pezzo che ha appena suonato e lo esegue di nuovo. Durante il bis, un narratore avverte gli spettatori che ciò che hanno appena visto è reale e avrebbe potuto essere evitato: il narratore esorta infatti gli spettatori a controllare presso la chiesa mormone locale che non sussistano legami di sangue col partner prima di avere figli, ricordando a tutti che "la consanguineità è un problema che riguarda tutti".

## Personaggi
Uno dei personaggi del cartone animato, quello che urla "Play some Skynyrd, man!" ("Suona qualcosa degli Skynyrd, amico!"), venne in seguito battezzato "Dave", e ripescato per alcune delle prime puntate di Beavis e Butt-Head, in particolare l'episodio Way Down Mexico Way.
Invece l'unica altra apparizione del personaggio di Inbred Jed fu nei titoli di testa del primo cortometraggio di Beavis e Butt-Head Frog Baseball: prima che il cartone inizi, appare il sottopancia "Inbred Jed's Homemade Cartoons" la cui grafica richiama il logo della MGM, con sottofondo di musica country e Inbred Jed che fa una risatina un po' malefica, ripreso in modo da creare un rimando all'inquadratura con cui si chiude The Honky Problem.